# Хітан

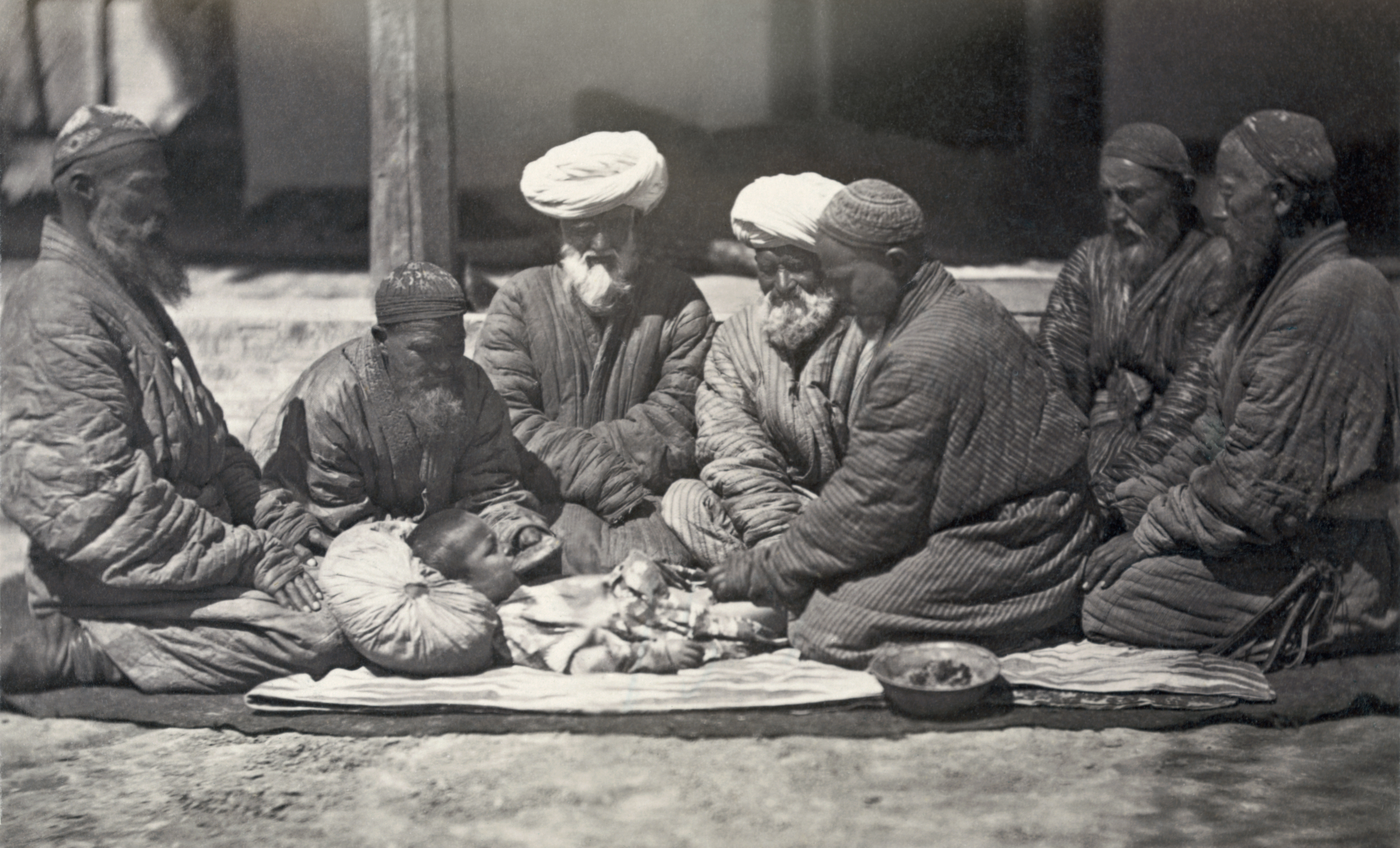
Здійснення обряду обрізання у Центральній Азії

Хітан (араб. ختان) — обряд обрізання крайньої плоті, поширений серед послідовників ісламу.
Здійснюється, зазвичай у дитячому віці, та строгих обмежень, щодо віку, немає, тому цей обряд можна проводити у будь-якому віці.
Хітан розглядається як гігієнічна процедура. Здійснює його хірург або цирюльник. Процедура символізує вступ дитини до світу дорослих. У деяких країнах, зокрема в Туреччині, обрізання відбувається у присутності численних гостей, друзів та родичів, які з цього приводу роблять дитині подарунки. У низці країн обряд обрізання прийнято робити на сьомий день після народження хлопчика, якщо він здоровий. Мусульманська традиція пов’язує практику обрізання з пророком Авраамом (Ібрагімом), прародичем арабів через сина Ісмаїла.
Коран не вимагає обрізання, досі ведуться суперечки про те, чим є хітан: законом — фард, обов’язковим до виконання, чи просто традицією.